# Договір поставки
Договір поставки — господарський договір, є одним з різновидів договору купівлі-продажу і аналогічний йому за формою. Згідно з цим договором постачальник зобов'язується в призначені терміни (строк), що не збігаються з моментом укладення договору, передати товар у власність (повне господарське відання чи оперативне управління) покупцеві, який зобов'язується прийняти товар і сплатити за нього певну грошову суму.
Відмінностями від договору купівлі-продажу є:
- Особливий суб'єкт (як постачальник може виступати індивідуальний підприємець або комерційна організація);
- Товари передаються для використання їх у підприємницькій діяльності.

Особливості постачання товарів для державних потреб визначаються законодавством. Одностороння відмова від виконання договору поставки (повністю або частково) без відшкодування збитків іншій стороні допускається за таких випадків порушення умов укладеного договору:
- За неодноразового постачання товару неналежної якості;
- За значної затримки оплати покупцем поставленого товару понад передбачених договором строків або при оголошенні його неплатоспроможним;
- При істотному порушенні покупцем передбаченого договором обов'язку вибірки товару;
- При систематичному простроченні постачальником постачання товару понад передбачених у договорі строків.

В даний час на правове регулювання відносин договору постачання направлені десятки різнорівневих нормативних актів (як цивільно-правових, так і суміжних галузей права, як приватного, так і публічного права).